# Franz Xaver von Auffenberg
Franz Xaver Freiherr von Auffenberg, né en 1744 à Oettingen et mort le 23 décembre 1815, est un feldmarschall-leutnant autrichien ayant combattu durant les guerres de la Révolution française et les guerres napoléoniennes. Il se démarque durant la campagne de Suisse en commandant une brigade autrichienne sous les ordres du maréchal Souvorov. Ses rapports constituent encore aujourd'hui une des sources les plus importantes et fiables pour documenter cette opération.

## Biographie
Franz von Auffenberg naît en 1744 à Oettingen, une ville de l’Électorat de Bavière. Il s’engage dans l'armée du Saint-Empire en 1766 dans le 45e régiment d’infanterie. Il sert dans cette unité jusqu’en 1788, date à laquelle il est promu capitaine d’un corps franc serbe. En 1793, il est nommé Oberleutnant du 47e régiment d’infanterie, il devient son commandant un an plus tard avec sa promotion d’Oberst. Il est envoyé aux Pays-Bas autrichiens pour défendre le territoire de la France à l’occasion de la guerre de la première coalition. En 1797, il est promuGeneralmajor pour ses faits d’armes durant les batailles de Wurtzbourg et de Wetzlar. 

### Campagne de Suisse
Auffenberg dirigeait dans la région un corps de plus de 4 500 soldats sous les ordres du maréchal Souvorov lorsqu'il fut attaqué par un contingent français supérieur en nombre. Ces forces ennemies lui infligent une lourde défaite et l'obligent à battre en retraite. Cependant, les 3 000 survivants sont encerclés durant leur fuite et sont tous faits prisonniers. Auffenberg est rapidement libéré et réintègre les forces de Souvorov. En septembre, alors que les officiers russes se rassemblent pour décider de la marche à suivre alors qu'ils sont encerclés, Auffenberg n'est pas convié au conseil de guerre alors qu'il dirige l'avant-garde de l'armée, jouant donc un rôle central. L'Autrichien suit tout de même les ordres et est envoyé en éclaireur vers le col du Pragel dont il s'empare avant de tomber sur la brigade du général Molitor dans la vallée de Klöntal. Dans un premier temps, il subit une forte pression de la part des Français avant qu'une brigade russe lui vienne en aide et retourne la situation à leur avantage. Le 1er octobre, Auffenberg fait part dans un rapport du manque de ravitaillement que ses hommes subissent. Le lendemain, il quitte l'armée de Souvorov et se dirige vers le col du Panix pour tenter d'échapper aux Français. Six jours plus tard, Auffenberg atteint sa destination finale, au-delà du Rhin supérieur, en sécurité. 

### Disgrâce et fin de carrière
Il continue le combat face à la France durant la guerre de la troisième coalition en tant que feldmarschall-leutnant, commandant une force de 5 500 hommes. Le 8 octobre 1805, il est battu par Murât à la bataille de Wertingen, cette défaite le conduit devant la cour martiale, il est invité à prendre sa retraite en 1807 et meurt le 23 décembre 1815.